# آندره آ استاکوسکو
آندره آ استاکوسکو (انگلیسی: Andrea Stašková؛ زادهٔ ۱۲ مهٔ ۲۰۰۰) بازیکن فوتبال اهل جمهوری چک است.
از باشگاه‌هایی که در آن بازی کرده‌است می‌توان به باشگاه فوتبال زنان یوونتوس اشاره کرد.
وی همچنین در تیم‌های ملی فوتبال Czech Republic women's national under-17 football team, Czech Republic women's national under-19 football team، و زنان جمهوری چک بازی کرده‌است.